# Calliandra rubescens
Calliandra rubescens là một loài thực vật có hoa trong họ Đậu. Loài này được (M.Martens & Galeotti) Standl. miêu tả khoa học đầu tiên.